# St. Lukas (Schöllkrippen)

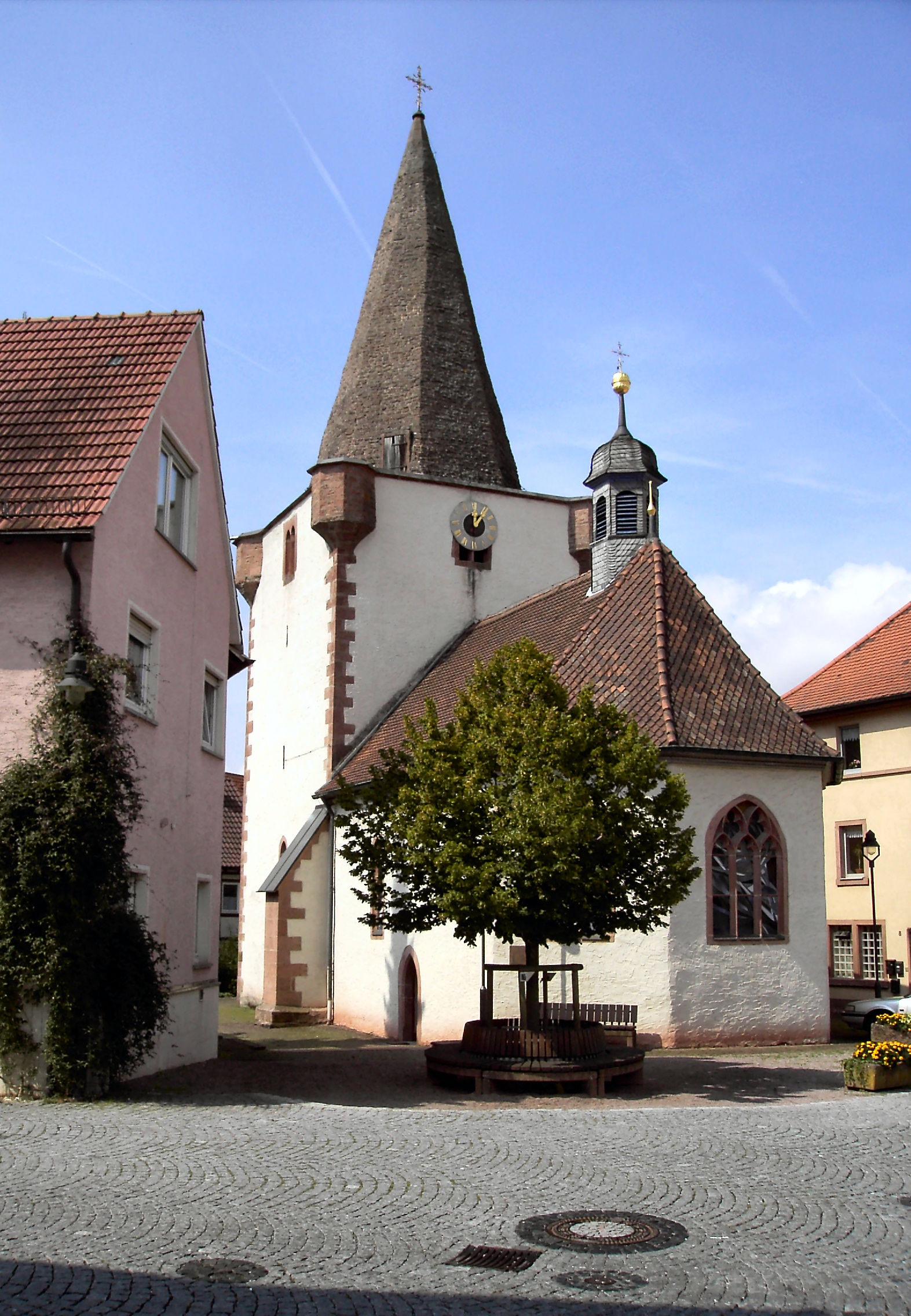
St. Lukas (Schöllkrippen)

Die römisch-katholische, denkmalgeschützte alte Pfarrkirche, die Kapelle St. Lukas, steht in Schöllkrippen, einem Markt im Landkreis Aschaffenburg (Unterfranken, Bayern). Die Kirche, die unter der Denkmalnummer D-6-71-152-6 als Baudenkmal in der Bayerischen Denkmalliste eingetragen ist, steht im Eigentum der Gemeinde Schöllkrippen.

## Beschreibung
Die 1449 gebaute Saalkirche besteht aus einem Langhaus, das im Osten dreiseitig geschlossen ist, und einem Kirchturm im Westen, der mit einem achtseitigen, steinernen Helm bedeckt ist, der von vier Scharwachttürmen flankiert wird. Aus dem Satteldach des Langhauses erhebt sich im Osten ein sechseckiger, schiefergedeckter Dachreiter, der mit einer Glockenhaube bedeckt ist.